# Plaza de Celenque
La plaza de Celenque, en Madrid (denominada anteriormente plazuela de Don Juan de Córdoba) se encuentra ubicada a orillas de la calle del Arenal, entre la calle de Tetuán (que finaliza en la plaza del Carmen), la de la Tahona de las Descalzas, y la del Maestro Victoria, adyacente a la plaza de las Descalzas. Tras el derribo del Convento de San Martín y el alineamiento de las fachadas, la plaza adquirió el aspecto actual que asemeja más a una calle ancha que a una plaza habitual. En la cercana calle Capellanes vivió Pio Baroja y se fundó la tahona especializada: Viena Capellanes. En esta plaza tenía su casa Juan de Córdoba y Celenque, alcaide de la casa real de El Pardo, durante el reinado de Enrique IV. En un lado de la plaza estuvo la Caja de Ahorros y Monte de Piedad de Madrid.

## Historia

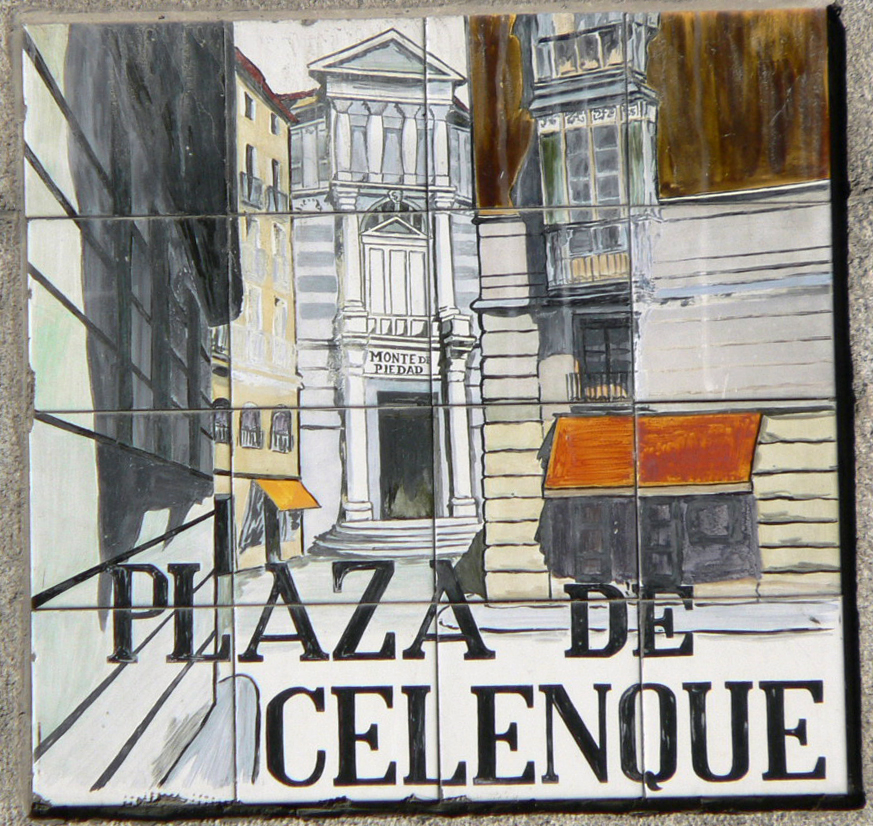
Placa artística

La plaza toma su nombre del que a finales del siglo XV se estableciera en dicho espacio: Juan de Córdoba y Celenque, alcalde de El Pardo. Tras él y pasado algún tiempo se edificó la casa de la duquesa de Nájera y del marqués de Belmonte y luego del duque de Arcos y Maqueda. En dicha plaza se encontraba el Hospital de la Misericordia (Real Casa de Misericordia) coincidiendo su planta aproximadamente con el solar donde se encuentra en la actualidad el edificio de El Corte Inglés. Fundado en 1559 por Juana de Austria, hermana de Felipe II. Este hospital fue derribado a mediados del siglo XIX, siendo posteriormente el Teatro de los Capellanes. El derribo del teatro dejó a partes iguales un ensanche de la plaza y el espacio para el edificio de El Corte Inglés.
El arquitecto Antonio Zabaleta realiza un edificio muy conocido en el Madrid Isabelino, denominado Baños de Capellanes, y que se encontraba en la plaza (edificado en 1836, no se inauguraría hasta 1843). En las cercanías de la entrada de la plaza se encuentra desde el siglo XIX el palacio del Marqués de Gaviria (realizado entre 1846 y 1847 por el arquitecto Aníbal Álvarez Bouquel). Desde finales del siglo XX y comienzos del XXI al comienzo de la calle existe una entrada al edificio de El Corte Inglés de Preciados, en cuya fachada todas las navidades madrileñas desde 1979 se monta Cortylandia, espectáculo infantil con muñecos animados que cada 15-30 minutos interpretan una historia con canciones, convocando familias, vendedores de globos y patatas, mimos y payasos.